# Blepharosis coctilis
Blepharosis coctilis är en fjärilsart som beskrevs av Max Wilhelm Karl Draudt 1933. Blepharosis coctilis ingår i släktet Blepharosis och familjen nattflyn. Inga underarter finns listade i Catalogue of Life.